# Núi Sóc Lu
Núi Sóc Lu (còn có tên gọi là núi Gia Nhang) là ngọn núi cao khoảng 400 m so với mực nước biển. Nằm ở Tọa độ: 10.9944711N. và 107.1342801E. Là một ngọn núi lửa đã ngừng hoạt động cách đây khoảng 300.000 năm. Núi này thuộc địa bàn xã Quang Trung, huyện Thống Nhất, tỉnh Đồng Nai. Cách Thành phố Hồ Chí Minh khoảng 53 km theo hướng Tây Nam và cách núi Gia Lào 26 Km theo đường chim bay về hướng Đông.
Núi cách Ngã ba Dầu Giây 5.4 km và cách quốc lộ 20 chỉ 1.4 Km phía phải, theo hướng Dầu Giây - Đà Lạt
Hiện tại chung quanh khu vực núi có nhiều cơ sở khai thác đá phục vụ cho xây dựng. Đất đai tại vùng chung quanh núi Gia Nhang (Soklu) vào loại rất tốt do quá trình hoạt động của núi lửa để lại. Quanh núi có bãi dung nham cổ. Hiện tại khu vực này người dân trồng rất nhiều chuối, cà phê, tiêu.